# Robert d'Heilly
Robert Marie Joseph Émile Henri Eugène d'Heilly (París, 17 de junio de 1876-Asnières-sur-Seine, 31 de octubre de 1953) fue un deportista francés que compitió en remo. Ganó cuatro medallas en el Campeonato Europeo de Remo entre los años 1901 y 1903.

## Palmarés internacional
| Campeonato Europeo | Campeonato Europeo    | Campeonato Europeo | Campeonato Europeo |
| Año                | Lugar                 | Medalla            | Prueba             |
| ------------------ | --------------------- | ------------------ | ------------------ |
| 1901               | Zúrich (Suiza)        | Medalla de oro     | Doble scull        |
| 1902               | Estrasburgo (Francia) | Medalla de plata   | Doble scull        |
| 1903               | Venecia (Italia)      | Medalla de oro     | Scull individual   |
| 1903               | Venecia (Italia)      | Medalla de bronce  | Doble scull        |